# Preston (Nueva York)
Preston es un pueblo ubicado en el condado de Chenango en el estado estadounidense de Nueva York. En el año 2000 tenía una población de 928 habitantes y una densidad poblacional de 10.3 personas por km².

## Geografía
Preston se encuentra ubicado en las coordenadas 42°30′51″N 75°36′55″O / 42.51417, -75.61528.

## Demografía
Según la Oficina del Censo en 2000 los ingresos medios por hogar en la localidad eran de $32,431, y los ingresos medios por familia eran $37,917. Los hombres tenían unos ingresos medios de $26,985 frente a los $19,200 para las mujeres. La renta per cápita para la localidad era de $14,760. Alrededor del 11.5% de la población estaban por debajo del umbral de pobreza.